# 西蒙·丹尼斯
西蒙·丹尼斯（英語：Simon Dennis，1976年8月24日—），英国男子赛艇运动员。他曾代表英国参加2000年夏季奥林匹克运动会赛艇比赛，获得男子八人单桨有舵手金牌。